# 拜泽雷迪·拉约什

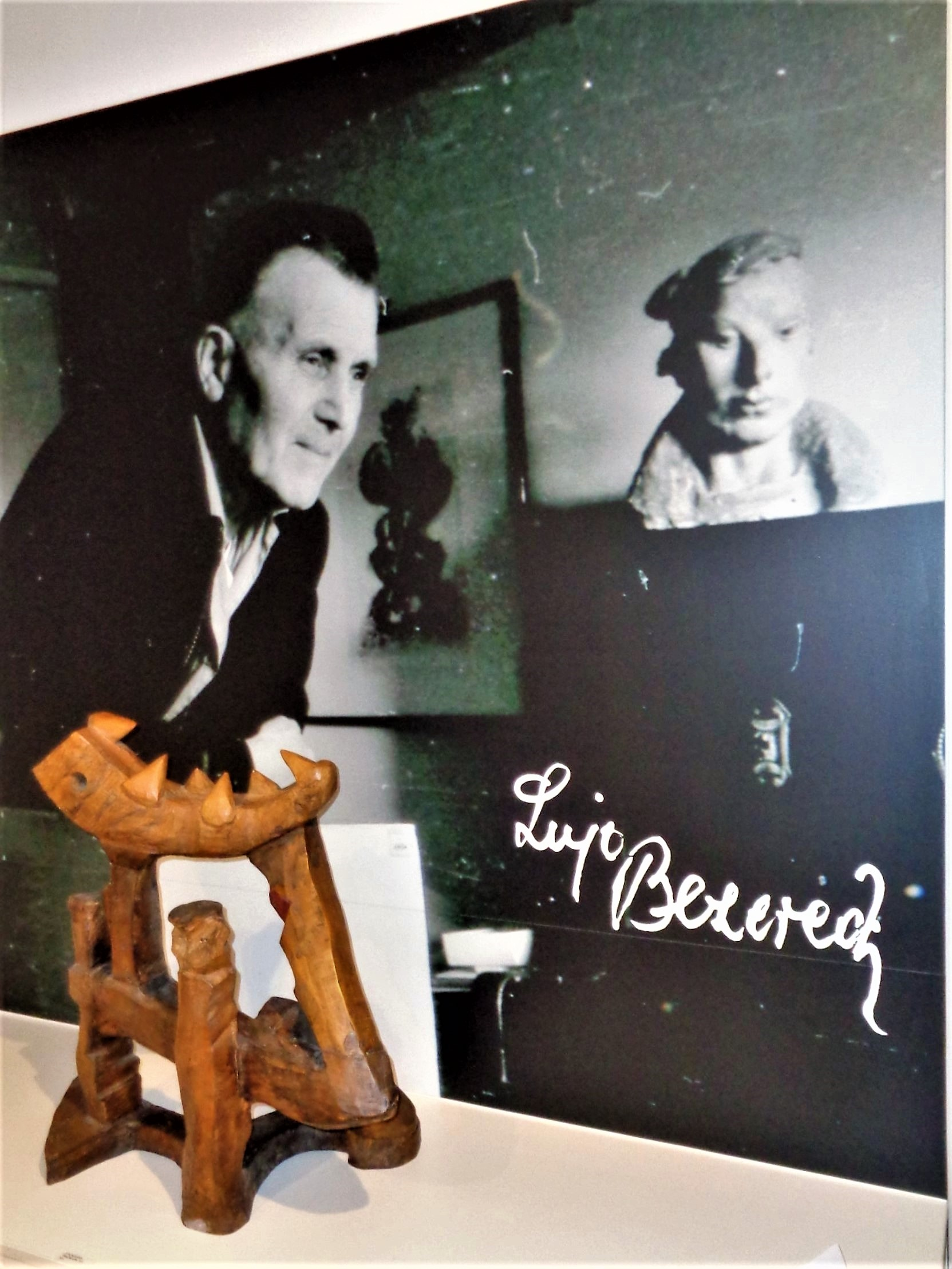
贝泽雷迪·拉约什

拜泽雷迪·拉约什（匈牙利語：Lajos Bezerédi，1898年—1979年4月20日）是一位克罗地亚-匈牙利雕塑家、画家。
拜泽雷迪出生在匈牙利王国的诺沃，其父是匈牙利-斯洛伐克人，其母是克罗地亚人。父母死后，他搬到了查科韋茨，在公立学校完成学业，之后又上了师范学校。他后来在布达佩斯的教育学院修学，並于1922年进入萨格勒布的美术学院学习。
1936年至1941年间，拜泽雷迪在贝尔格莱德定居。1942年，拜泽雷迪返回查科韦茨，並且直至去世。